# Iso-Ahmo
Iso-Ahmo eller Ahmonjärvi är en sjö i Finland. Den ligger i kommunen Idensalmi i landskapet Norra Savolax, i den centrala delen av landet, 400 km norr om huvudstaden Helsingfors. Iso-Ahmo ligger 87,3 meter över havet. Den är 5,5 meter djup. Arean är 87,4 hektar och strandlinjen är 5,82 kilometer lång. Sjön  ingår i Vuoksens huvudavrinningsområde. 